# Zonosaurus maximus
Espèce
Statut de conservation UICN

 VU B1ab(iii,v) : Vulnérable
Zonosaurus maximus est une espèce de sauriens de la famille des Gerrhosauridae.

## Répartition et habitat
Cette espèce est endémique du sud-est de Madagascar. Elle vit près des cours d'eau dans la forêt tropicale humide de basse altitude.

## Description

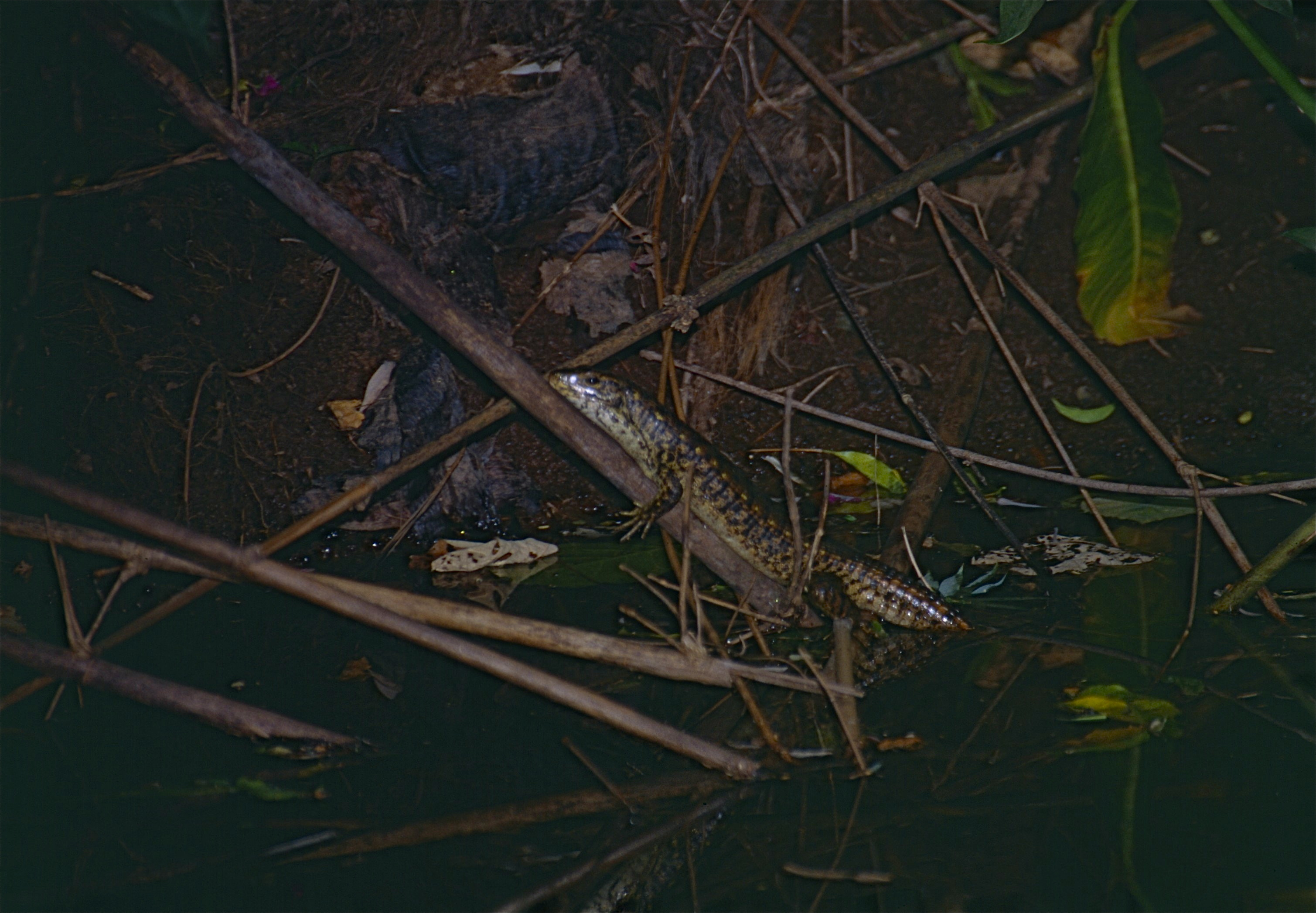

Zonosaurus maximus mesure jusqu'à 70 cm dont 45 cm pour la queue. C'est une espèce ovipare.

## Publication originale
- Boulenger, 1896 : Descriptions of new lizards from Madagascar. Annals and Magazine of Natural History, sér. 6, vol. 17, p. 444-449 (texte intégral).